# Хромдіопсид
Хромдіопсид — смарагдово-зелений різновид діопсиду, що містить хром, силікат кальцію і магнію. 

## Походження назви
Назва мінералу —  діопсида зеленого кольору — походить від грецьких dis - “подвійно” та òpsè - “виглядати”, приставка “хром” - від назви хімічного елемента домішки — Cr3+. 

## Історія
Хромдіопсид є відносно молодим дорогоцінним каменем, тому віднайти жалісливі продавні легенди про нього не вдасться. В 1988 році на міжнародний дорогоцінний ринок став надходити надзвичайно цікавий камінь насиченого зеленого кольору, якій не поступався найкращим зразкам смарагдів, цаворитів або хромтурмалінів, проте його вартість була значно нижчою. 

## Властивості
Маючи більший за смарагд показник заломлення і особливості в будові, хромдіопсид відрізняється кращою за смарагд “грою” і блиском. Тому завдяки своїм властивості, а також з метою привабити більше покупців хродіопсид стали називати “сибірським смарагдом”. 
Незважаючи на відносно невеликий час видобутку в цих холодних природних умовах хромдіпсид не став дорогим каменем. Причини цього криються у його властивостях, зокрема відносно невисокій твердості та надзвичайній крихкості (завдяки внутрішньому кліважу), що викликають труднощі при його огрануванні, виготовленні ювелірних виробів і наступному використанні. Тільки при обробці — огрануванні хромдіопсиду втрачається до 90 % маси сировини, а сам процес нанесення граней вимагає найвищої зосередженості і акуратності.
До надзвичайно приємної особливості хромдіопсиду треба віднести його абсолютну природність. На сьогодні невідомі факти штучного покращення його кольору або чистоти. Покупець, що тримає в руках яскравий зелений і чистий хромдіопсид може бути впевненим, що саме так він утворився і пролежав не один мільйон років в надрах Землі. Відносна невелика вартість захищає його також від активізації робіт з його синтезування, тобто штучних аналогів ви також не знайдете.
В масовому вимірі хромдіопсиди представлені здебільшого каменями до 3 каратів. Така особливість зумовлена як відсутністю великої за розмірами сировини ювелірної якості, так і особливістю накопичення зеленого кольору, що в великих каменях створює ефект чорноти.  

## Родовища
Основним джерелом цих каменів вже тривалий час є Інаглінське родовище в Якутії. 

## Синоніми і комерційні назви
Сибірський смарагд, Сиберліт